# جيميهين!!: المغايرة الجنسية النقية التي تغير فتاة متحفظة
جيميهين!!: المغايرة الجنسية النقية التي تغير فتاة مُتحفظة (باليابانية : じみへんっ!!～地味子を変えちゃう純異性交遊～ و تُنطق باليابانية : جيميهين، جيميكو وو كايشاو جون ايسي كويو ) هي عبارة عن سلسلة  أنمي ومانغا يابانية من تأليف المانغاكا إيبرو .و تم نشر المانغا لأول مرة في اليابان علي موقع كوميك فيستا 
و قامت شركة أبسوليوت أريا أر ! بتسمية المانغا : الفتاة الرصينة تصبح مثيرة جنسياً بشكل غير متوقع ( باليابانية : 地味子は意外にエロかった و تُنطق باليابانية : جيمي -كو وا إيجاي ني إيلوكوتا ) و تم نشر المانغا في ثلاث مجلدات بعد أن قامت شركة سيكريمو بالحصول علي حقوق نشر السلسلة و تم تغيير اسم المانغا إلي الاسم الحالي بعد نشر المجلد الأول من السلسلة

## القصة
تدور القصة حول رينا يوكوهاشي و هي فتاة يابانية متحفظة للغاية تردي زي طويلاً تعمل في أحدي الشركات غالبًا ما يثرثر زملاء العمل أثناء فترات الراحة أو يذهبون للشرب بعد ساعات العمل. لا يختلف ريوهي هاشيا عن رئيس قسمه. لكن هذه المرة، في مقابل أن يقوم ريهوهي إخفاء حقيقة غيابه عن العمل سراً، يتحداه رئيس قسمه أن يدعو الكاتبة الخجولة والمتحفظة رينا يوكوهاشي لتناول مشروب. يواجه صعوبة في إكمال هذه المهمة الوضيعة، لأن هدف رئيس القسم الوحيد هو معرفة ما إذا كانت رينا تحتفظ بعذريتها أم لا . خلال نزهة، فتِن ريوهي بشكل غير متوقع بمظهر رينا الجذاب. فإنها لا تبدو مذهلة فحسب، ولكن الطريقة التي تتحدث بها دون قيود ترضيه. يجد ريوهي نفسه مفتونًا بالفتاة المحجوزة سابقًا، وبعد الليلة الأولى، أصبحت لقاءاتهم أكثر تكرارًا. ومع ذلك، تظهر تعقيدات عندما يحاول ريوهي لاحقًا التصرف بشكل جيد حول رئيس القسم فكيف ستطور الأحداث مع الشخصيات .

## الشخصيات
- رينا يوكوهاشي (باليابانية : 行橋 玲奈 و تُنطق باليابانية :يوكوهاشي لينا )

(مؤدية الشخصية : هارومي ساكوراي) 
رينا هي أحدي زملاء ريوهي في العمل تٌعد فتاة متحفظة للغاية ترتدي النظارات و ملابس طويلة لتخفي جسمها المثير وسرعان ما تقع في حب ريوهي و تبادله مشاعر الحب. رينا إنها تمتاز بالتفكير في كل شيء بطريقة عقلانية، و تظهر في بعض الأوقات علي إنها غير صبورة بالذات عندما يتعلق الحديث عن مشاعرها .
- ريوهي هاشيا (باليابانية :' 八谷 稜平 و تُنطق باليابانية :يهاشيا ليوهي )

(مؤدي الشخصية : ماساهيرو ياماناكا ) 
ريوهي هو موظف يعمل في قسم المبيعات في المكتب و يمتاز بكونه رجلاً و سيماً يقوم بعمل أي شيء بانضباط و لكن لديه شخصية عبثية بعض الشيء
- ري سيكيجوتشي (باليابانية : 関口 梨恵 و تُنطق باليابانية : سيكيجوتشي ليّ )

(مؤدية الشخصية : تشيو أوساكي ) 
ري هو زميلة ريوهي و رينا عكس ريوهي، هي فتاة مشرقة وعصرية، وودودة مع الجميع و لا تُمانع أن تقوم بعلاقة جنسية مع أي رجل
- الرئيس أو مدير الشركة (باليابانية : 部長 > و تُنطق باليابانية :بوتشو  )

(مؤدي الشخصية : هيبيكي ناناشيو ) 
الرئيس يمتاز بشخصية صارمة بغيضة بعض الشيء إلا أنه يهتم بالعاملين معه و شخصيته لا يمكن ان يكرهها من يتعامل معه

## المانغا
قامت شركة أبسوليوت أريا أر ! بتسمية المانغا : الفتاة الرصينة تصبح مثيرة جنسياً بشكل غير متوقع ( باليابانية : 地味子は意外にエロかった و تُنطق باليابانية : جيمي -كو وا إيجاي ني إيلوكوتا ) و تم نشر المانغا في ثلاث مجلدات تانكوبون بعد أن قامت شركة سيكريمو بالحصول علي حقوق نشر السلسلة و تم تغيير اسم المانغا إلي الاسم الحالي بعد نشر المجلد الأول من السلسلة 

### قائمة فصول المانغا
| ترتيب المجلد | بلاست بابليشينغ （مجلة أوكيو باي ） | بلاست بابليشينغ （مجلة أوكيو باي ） | بلاست بابليشينغ （مجلة أوكيو باي ） |
| ترتيب المجلد | أسم المجلد | تاريخ اصدار المجلد                  | الرقم المعياري الدولي للكتاب        |
| ------------ | --- | ----------------------------------- | ----------------------------------- |
| 1            | باليابانية : 〜地味子を変えちゃう純異性交遊〜 تُنطق باليابانية : جيمي كو وو كاي تشاو سومي إيسي كويوّ بالعربية : الفتاة الرصينة تصبح مٌختلفة عندما تقوم بجماع جنسي | 18 يوليو 2020                       | ISBN 978-4-434-27433-6              |
| 2            | باليابانية : 〜地味子がトロける溺愛性交〜 تُنطق باليابانية : جيمي كو جا ترو كيرو ديكياي سيكوو بالعربية : الفتاة الرصينة تذوب عندما تقوم بجماع جنسي              | 18 يناير 2021                       | ISBN 978-4-434-28170-9              |
| 3            | باليابانية : 〜地味子がトロける溺愛性交〜 تُنطق باليابانية : جيمي كو مو ميداريرو زيتشو سيكوو بالعربية : الفتاة الرصينة تنزعج عندما تقوم بجماع جنسي              | 18 نوفمبر 2021                      | ISBN 978-4-434-29320-7              |

## الأنمي
تم الإعلان عن أنتاج الأنمي من قبل استديو هوكيبيوشي و عُرض لأول مرة في اليابان يوم الرابع من يناير لعام 2021 علي قناة طوكيو إم أكس حيث تم التقيد بقواعد عرض المشاهد الجنسية علي التلفاز الياباني حيث تم وضع بكلسة علي الأعضاء التناسلية .  و تم إصدار الحلقات بدون حجب علي موقع كوميك فيستا حيث تم بث ثماني حلقات مدة كل حلقة سبع دقائق بشارة النهاية

### طاقم الإنتاج
| اسم الشخص                  | الوظيفة                      |
| -------------------------- | ---------------------------- |
| إيبرو                      | كاتب القصة الأصلية           |
| راي إيشيكورا               | المخرج و الإعداد الفني       |
| أيون كوريساكي راي إيشيكورا | كاتب السيناريو و الحوار      |
| كازويا كارودا              | تصميم الشخصيات               |
| كازويا كارودا كاككتو كيباي | المدير العام للرسوم المتحركة |
| رينا ناسو                  | تصميم الملابس                |
| واشيمي                     | تصميم الألوان                |
| راي إيشيكورا               | الاعدادات الفنية             |
| يانا إيناكو                | المدير الفني                 |
| تاكاشي ياناجيدا            | المصور السينمائي             |
| كوكي شينكاي                | التحرير                      |
| تاكاهيرو إينونو            | المخرج الصوتي                |
| استديو مادهاوس             | الإنتاج الصوتي               |
| شون هيروكا                 | المنتج                       |
| سبايسي سباورو              | منتج الرسوم المتحركة         |
| استديو هوكيبيوشي           | إنتاج الرسوم المتحركة        |
| كوميت                      | التوزيع                      |

### قائمة الحلقات
| ترتيب الحلقة | أسم الحلقة باللغة اليابانية    | أسم الحلقة باللغة العربية                         | تاريخ عرض الحلقة لأول مرة |
| --- | ------------------------------ | ------------------------------------------------- | ------------------------- |
| 1 | 地味子は意外にかわいかった。   | الفتاة الرصينة جميلة بشكل لا يصدق                 | 4 يناير 2021              |
| رينا يوكيهاشي فتاة متحفظة بحيث ترتدي ملابس تخفي جسمها المثير ترتدي النظارات و زي واسع طويل لكي لا تُظهر صدرها الكبير في يوم من الأيام يدخل رئيس الشركة و ريوهي هاتشيا في رهان حول طبيعة رينا الجنسية هل هي عذراء أم لا ؟ فيقرر ريوهي هاتشيا معرفة ذلك بنفسه و يقوم بدعوة رينا للخروج معه في موعد و في أثناء الموعد صُدم هاتشيا من جمال رينا حيث ارتدت فستاناً وردي مثيراً و بعد أن انتهى من موعدهما قام بسؤالها هل هي عذراء أم لا ؟ فتغضب من هذا فيعتذر لها و بعد ذلك ذهبا لفندق و بدء بممارسة الجنس ليكتشف هاتشيا أن رينا لم تفقد عذريتها حتّى أن مارس الجنس معها |                                |                                                   |                           |
| 2 | 酔っても意外とやれちゃった。   | حتّى لو كنت في حالة سُكر فلقد فعلت ذلك بشكل لا يصدق | 11 يناير 2021             |
| تحدث المدير مع ري بخصوص أن رينا قد وقعت في حب ريوهي هاتشيا الذي حصل علي عقد كبير مع الشركة فيصل ذلك الحديث إلي مسمع هاتشيا فيقرر سؤالها بنفسه بعد أن شرب لدرجة السكر فيقوم المدير بارسالهما إلي بيت هاتشيا و يقوم كل من هاتشيا و رينا بممارسة الجنس مرة أخرى بعدما انتهي قررا ان يبتعدا قليلاً |                                |                                                   |                           |
| 3 | 水着は意外に濡れていた。       | ملابس السباحة أصبحت مبتلة بشكل لا يصدق            | 18 يناير 2021             |
| يذهب أبطال قصتنا للشاطئ لقضاء يوم ترفيهي للموظفين لكن هاتشيا لم يستطع الانضمام لهم بسبب قدمه المكسورة لذلك ظلت رينا تعتني به في أثناء استمتاع الباقين بلعب كرة الشاطئ تقوم رينا و هاتشيا بالجنس في السيارة و كادت ري تكتشف سرهم حيث أتت لتدعو هاتشيا لحفل السواء الشواء في وقت لاحق في اليوم التالي التقى كل من المدير و هاتشيا و أخبر هاتشيا المدير بأن رينا لم تعد من نوعه المفضل سمعت رينا ذلك فحزنت جداً |                                |                                                   |                           |
| 4 | 告られて意外と心がゆれていた。 | قيل لي بأن قلبي يهتز بشكلاً لا يصدق                | 25 يناير 2021             |
| تقول رينا لهاتشيا إنها سمعت حواره مع المدير و قالت بأنها مستاءة للغايه فيعتذر لها هاتشيا علي ما قال في حقها و طلبُ منهما البقاء للعمل لساعات إضافية و يقوما بممارسة الجنس في المكتب في اليوم التالي عرف هاتشيا أن رينا لم يطلب منها البقاء للعمل لساعات إضافية |                                |                                                   |                           |
| 5 | マッサージも意外に上手かった。 | التدليك أصبح مدهشاً بشكل لا يصدق                   | 1 فبراير 2021             |
| يخطط كل من رينا و هاتشيا في الذهاب إلى موعد معاً لكن رينا قالت أن فستانها ليس مناسب فرد عليها هاتشيا بأنها جميلة في أي زي ترتديه و يذهبا إلى فندق و يقوم هاتشيا بتدليك رينا بجهاز التدليك الكهربي ليخفف توترها و من ثم يقوما بممارسة الجنس |                                |                                                   |                           |
| 6 | 仕事中なのに意外と激しかった。 | حتّى إذا كنا في العمل كان الأمر مكثفاً بشكل لا يصدق | 8 فبراير 2021             |
| في وقت الغداء رينا تلاحظ أن هاتشيا يتحدث مع ري و هو مستمتع بحديثها فتشتعل مشاعر الغيرة لديها بعد مغادرة ري تتحدث رينا معه بهذا الخصوص في غرفة الاجتماعات و تقول له بأنها تريد أن تمارس الجنس معه فيوافق علي الفور و يغلق باب الغرفة و يقوما بممارسة الجنس في أثناء ذلك قرع الباب لكن ذلك لم يمنعهما من الاستمرار في ما يقومان به |                                |                                                   |                           |
| 7 | 俺って意外にひどかった。       | كنتُ فظيعة بشكلاَ لا يصدق                           | 15 فبراير 2021            |
| حصل الرئيس علي الواقي الذكري الخاص بهاتشيا فظن انه قام بعمل علاقة جنسية مع ري فيواجه الرئيس رينا بما توصل له فتودع رينا هاتشيا بعدما انتشرت شائعات حول مواعدته لري فيغضب هاتشيا لأنه لا يعلم أي شيء بخصوص هذه الأحاديث فيأخذها للفندق و يقوم بتقييدها و من ثم قام باغتصابها بعنف |                                |                                                   |                           |
| 8 | 地味子に意外と…マジだった。    | الفتاة الرصينة.. كانت ساحرة بشكل لا يصدق          | 22 فبراير 2021            |
| ذهب كل من هاتشيا و ري لموعد معاً و أثناء حديثه مع ري علم انه مخطئ تجاه رينا حيث عرف أن مشاعره الحقيقية تجاه رينا ليس تجاه ري فيعود لرينا و يعتذر لها علي عنفه معها و طلبت منه أن يقوم بفعل الجنس معها مرة أخرى لاحقاً عندما يتم مضايقة رينا من قبل زملائها يقوم هاتشيا بمنعهم عن السخرية منها لينتهي الانمي علي هذا الشكل |                                |                                                   |                           |